# مجلس إشكول الإقليمي
مجلس إشكول الإقليمي ((بالعبرية: מועצה אזורית אשכול‏)، معتز عزوريت اشكول) هو مجلس إقليمي في شمال غرب النقب، في المنطقة الجنوبية لإسرائيل. وتقع أراضي المجلس الإقليمي في منتصف الطريق بين عسقلان وبئر السبع، ويحدها من الغرب قطاع غزة بينما تتاخم الحدود الشرقية أراضي مجلس بني شمعون الإقليمي ‏. شهدت المنطقة موجات عديدة من العنف المتقطع، نظرًا لقربها من قطاع غزة، نتيجة الهجمات الصاروخية وقذائف الهاون والحرائق الناجمة عن الطائرات الورقية والبالونات الحارقة التي انطلقت من قطاع غزة. غالبًا ما تؤدي موجات العنف هذه إلى إلحاق أضرار واسعة النطاق بالمزارع والمنشآت داخل المنطقة.

## الأمن
كانت منطقة اشكول هدفا لآلاف الهجمات الصاروخية منذ عام 2000. على الرغم من تغطية القبة الحديدية في المنطقة، فإن استخدام النظام يقتصر بشكل عام على المناطق المأهولة بالسكان ويسمح للصواريخ الأخرى بالهبوط في مناطق مفتوحة. ونتيجة لذلك، لحقت أضرار واسعة النطاق بالمزارع والمركبات ومختلف الهياكل الخارجية. أبلغ المزارعون خلال حرب إسرائيل على غزة عام 2014 عن أضرار جسيمة لمحاصيلهم بسبب سقوط الصواريخ في الحقول المفتوحة.

## روابط خارجية
- الموقع الرسمي باللغة العبرية